# Live in Zeitz
Live in Zeitz è un album live della band black metal norvegese Mayhem pubblicato nel 2016 dalla Peaceville Records in edizione limitata di sole 1000 copie in vinile. È stato registrato a Zeitz in Germania, il 24 novembre 1990.

## Descrizione
Il live comprende alcune canzoni dall'EP Deathcrush del 1987 e alcune dall'album De Mysteriis Dom Sathanas che uscirà solo nel 1994. La formazione della band è quella "classica" con la presenza del cantante Dead (suicidatosi nel 1991) e del chitarrista Euronymous (assassinato nel 1993). La qualità sonora della registrazione è quella di un bootleg.

## Copertina
La copertina dell'album è costituita da una fotografia del chitarrista Euronymous.

## Tracce
Lato A
1. Deathcrush - 5:48
2. Necrolust - 3:32
3. Funeral Fog - 6:14
4. Freezing Moon - 6:25

Lato B
1. Carnage - 4:44
2. Buried by Time and Dust - 5:00
3. Chainsaw Gutsfuck - 4:25
4. Pagan Fears - 6:43

## Formazione
- Dead (Per Yngve Ohlin) - voce
- Euronymous (Øystein Aarseth) - chitarra
- Necrobutcher (Jørn Stubberud) - basso
- Hellhammer (Jan Axel Blomberg) - batteria